# Naomi Amir
Naomi Amir (en hebreo נעמי אמיר; Chicago, 23 de enero de 1931 - Jerusalén, 4 de enero de 1995) fue una médica neuróloga y pediatra estadounidense-israelí. 
A sus 4 años de edad, su familia se mudó al entonces Mandato británico de Palestina, donde su padre era juez en el servicio jurídico del Mandato. Dieciocho meses después, su madre se llevó a los niños de vuelta a Estados Unidos durante un año, regresando a Palestina en 1937. Cursó sus estudios de doctorado en la Escuela de Medicina de Nueva York en 1952 y su residencia la hizo en 1953 en la Escuela de Medicina de la Universidad Hebrea de Jerusalén.
Eligió especializarse en neurología pediátrica, especialidad nueva por entonces en Israel, y se estableció en la primera clínica de neurología pediátrica del hospital Bikur Holim en Israel en 1968. Posteriormente ella convirtió a la clínica en un centro completo de diagnóstico, intervención y evaluación. En 1990 se trasladó con su equipo al Centro Médico Shaare Zedek. Es conocida como "la fundadora de un centro de neurología moderno en Israel".